# Aleksandra Olsza
Aleksandra Olsza (8 december 1977) is een tennisspeelster uit Polen.
Olsza is de dochter van voetballer Lechosław Olsza en 29-voudig Pools tenniskampioene Barbara Kral.
Op Wimbledon 1995 won ze het meisjesenkelspel, en samen met de Zimbabwaanse Cara Black ook het meisjesdubbelspel.
In 1996 kwam ze voor Polen uit op de Olympische Zomerspelen van Atlanta bij het tennis enkelspel en het dubbelspel. Ook speelde ze tussen 1995 en 1999 voor Polen op de Fed Cup in totaal 25 partijen.